# Норвіч (переписна місцевість, Вермонт)
Норвіч (англ. Norwich) — переписна місцевість (CDP) в США, в окрузі Віндзор штату Вермонт. Населення — 905 осіб (2020).

## Географія
Норвіч розташований за координатами 43°43′5″ пн. ш. 72°18′20″ зх. д. / 43.71806° пн. ш. 72.30556° зх. д. (43.718016, -72.305660).  За даними Бюро перепису населення США в 2010 році переписна місцевість мала площу 3,76 км², з яких 3,76 км² — суходіл та 0,00 км² — водойми.

## Демографія
Згідно з переписом 2010 року, у переписній місцевості мешкало 878 осіб у 364 домогосподарствах у складі 234 родин. Густота населення становила 233 особи/км².  Було 401 помешкання (107/км²).
Расовий склад населення:
| - 90,5 % — білих - 3,5 % — азіатів - 0,7 % — чорних або афроамериканців - 0,1 % — вихідців з тихоокеанських островів - 0,1 % — корінних американців |

До двох чи більше рас належало 4,8 %. Частка іспаномовних становила 1,1 % від усіх жителів.
За віковим діапазоном населення розподілялося таким чином: 23,6 % — особи молодші 18 років, 58,1 % — особи у віці 18—64 років, 18,3 % — особи у віці 65 років та старші. Медіана віку мешканця становила 46,1 року. На 100 осіб жіночої статі у переписній місцевості припадало 84,1 чоловіків;  на 100 жінок у віці від 18 років та старших — 82,3 чоловіків також старших 18 років.
Середній дохід на одне домашнє господарство  становив 116 830 доларів США (медіана — 99 297), а середній дохід на одну сім'ю — 166 530 доларів (медіана — 167 250). За межею бідності перебувало 7,6 % осіб, у тому числі 1,4 % дітей у віці до 18 років та 7,7 % осіб у віці 65 років та старших.
Цивільне працевлаштоване населення становило 473 особи. Основні галузі зайнятості: освіта, охорона здоров'я та соціальна допомога — 59,4 %, науковці, спеціалісти, менеджери — 20,5 %, інформація — 4,7 %, мистецтво, розваги та відпочинок — 4,7 %.